# Matěj Paprčiak
Matěj Paprčiak (* 3. května 1991 Praha) je český herec, model a bývalý fotbalista.  Narodil se v Praze a vystudoval herectví v Londýně pod vedením učitelů, jejichž rukama prošli Tom Hardy, Anthony Hopkins anebo Michael Fassbender. 
Původně profesionální fotbalista vyměnil svou slibně se rozvíjející kariéru v prvoligové Slavii, kterou musel opustit z důvodu zranění, za studium vysoké školy a dráhu profesionálního modela. V oblasti modelingu se v poměrně krátké době dokázal prosadit. Nejenže si ho pro své kolekce vybraly milánské módní domy jako Giorgio Armani, Dolce Gabbana nebo Versace, ale objevil se také v editorialech předních módních magazínů jako Vogue, GQ, Harper’s Bazaar, Esquire či Elle, svou tvář propůjčil také řadě reklamních kampaní známých světových značek (Maserati, T-Mobile, Bohemia Sekt, Budweiser, Harrods, Coca-Cola aj.). Na Middlesex Univesity London absolvoval magisterské studium na fakultě podnikání a právě během studia v Londýně se začal věnovat divadlu. Nejprve amatérsky, po ročním kurzu na Richmond Drama School nastoupil na řádné studium herectví v Giles Foreman Centre for Acting. Diváci Cockpit Theatre ho mohli vidět v řadě rolí v dílech napříč světovou dramatickou literaturou od Čechova, přes Garcíu Lorcu, Millera až po Shakespeara. Účinkoval rovněž v několika krátkometrážních filmech. Za výkon ve filmu Quiet Crossing byl nominován na nejlepší herecký výkon na festivalu v Maine v USA. V loňském roce vyhrál s filmem Date, v němž nejen hrál, ale byl také spoluautorem scénáře, pražské klání mezinárodního festivalu 48 hodin, a mohl tak reprezentovat Českou republiku na světovém finále ve Washingtonu. Matěj spolupracuje také s českými hudebními uskupeními, se skupinou Mandrage natočil klip k jejich písni Vidím to růžově. V současné době ho můžete vidět hrát v divadle Studio Dva.
Svou fotbalovou kariéru zahájil v pražské Slavii, za kterou debutoval 16. září 2011 v Gambrinus lize proti FK Dukla Praha. Poté hrál v klubech jako FK Králův Dvůr (3. liga), FK Viktoria Žižkov a FK Admira Praha.
Paprčiak ukončil kariéru po zranění vazů. Poté se stal modelem a hercem. V roce 2022 soutěžil v reality show Survivor Česko & Slovensko, kde se umístil na 22. místě.